# Peugeot 5008 II
Pour les articles homonymes, voir Peugeot 5008.
La Peugeot 5008 II est un SUV familial du constructeur automobile français Peugeot commercialisé de 2017 à 2024. Elle succède à la première génération de 5008, qui était un monospace, et elle est remplacée par la 3e génération de 5008.

## Présentation

### Phase 1
La 5008 de seconde génération est dévoilée à la presse le 7 septembre 2016, avant une présentation au public au Mondial de l'automobile de Paris 2016. Il s'agit d'une version allongée de la 3008 II, pouvant accueillir 7 places. Elle est commercialisée depuis le printemps 2017.

Peugeot 5008
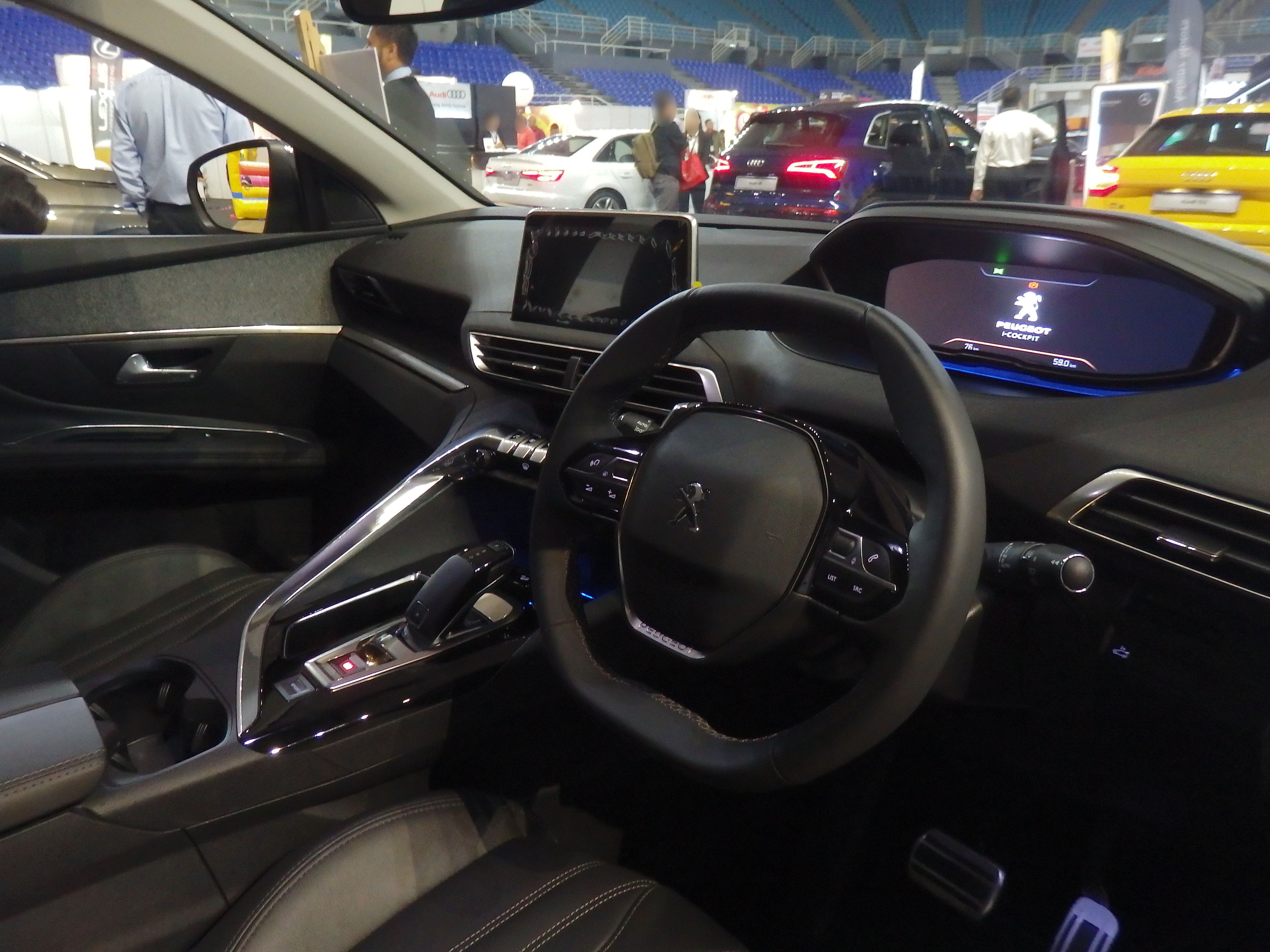
Phase 1
- Phase 1

La 5008 II est assemblée en France dans les usines PSA de Sochaux et de Rennes.

Peugeot 5008
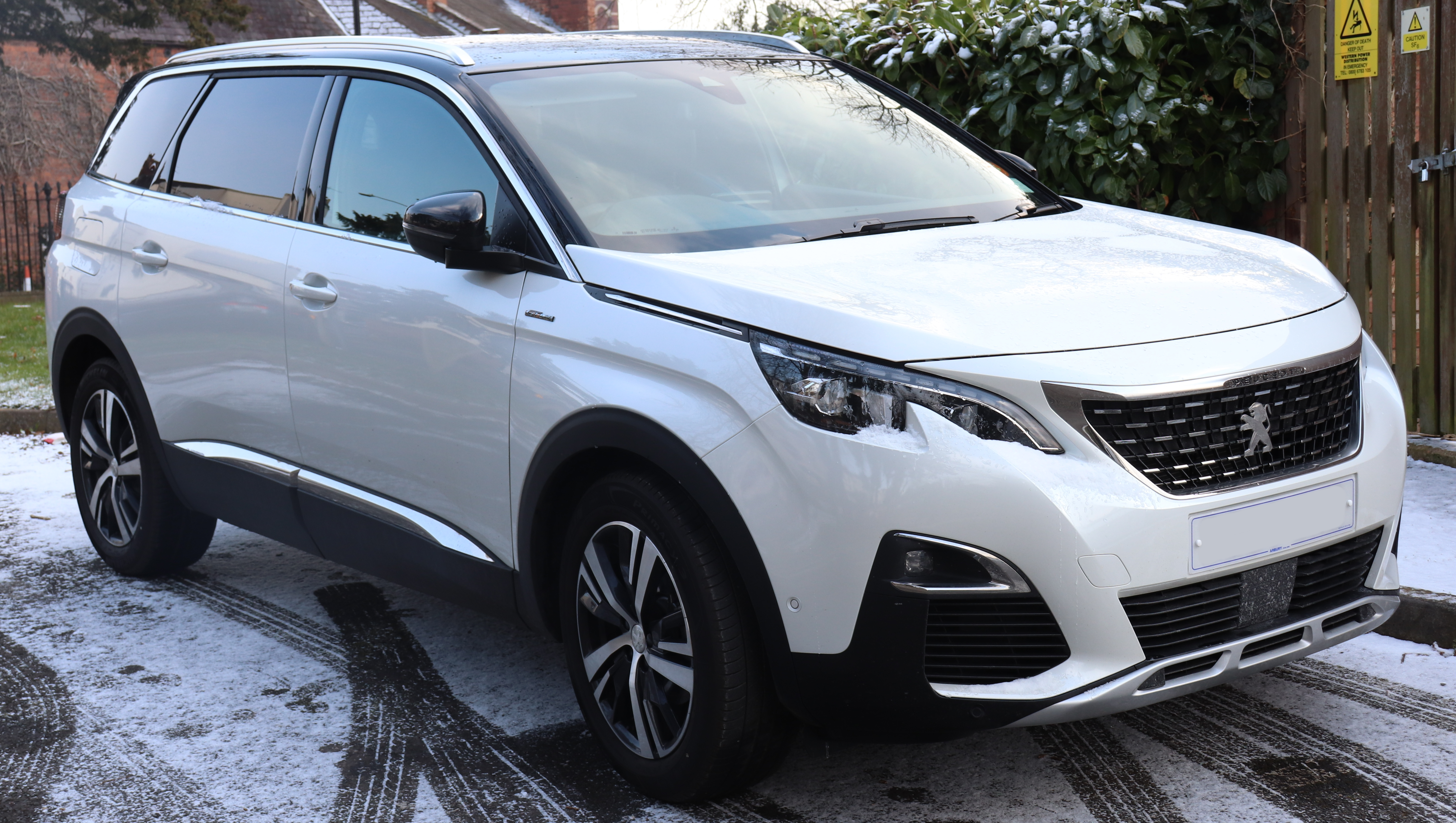
Intérieur (phase 1)
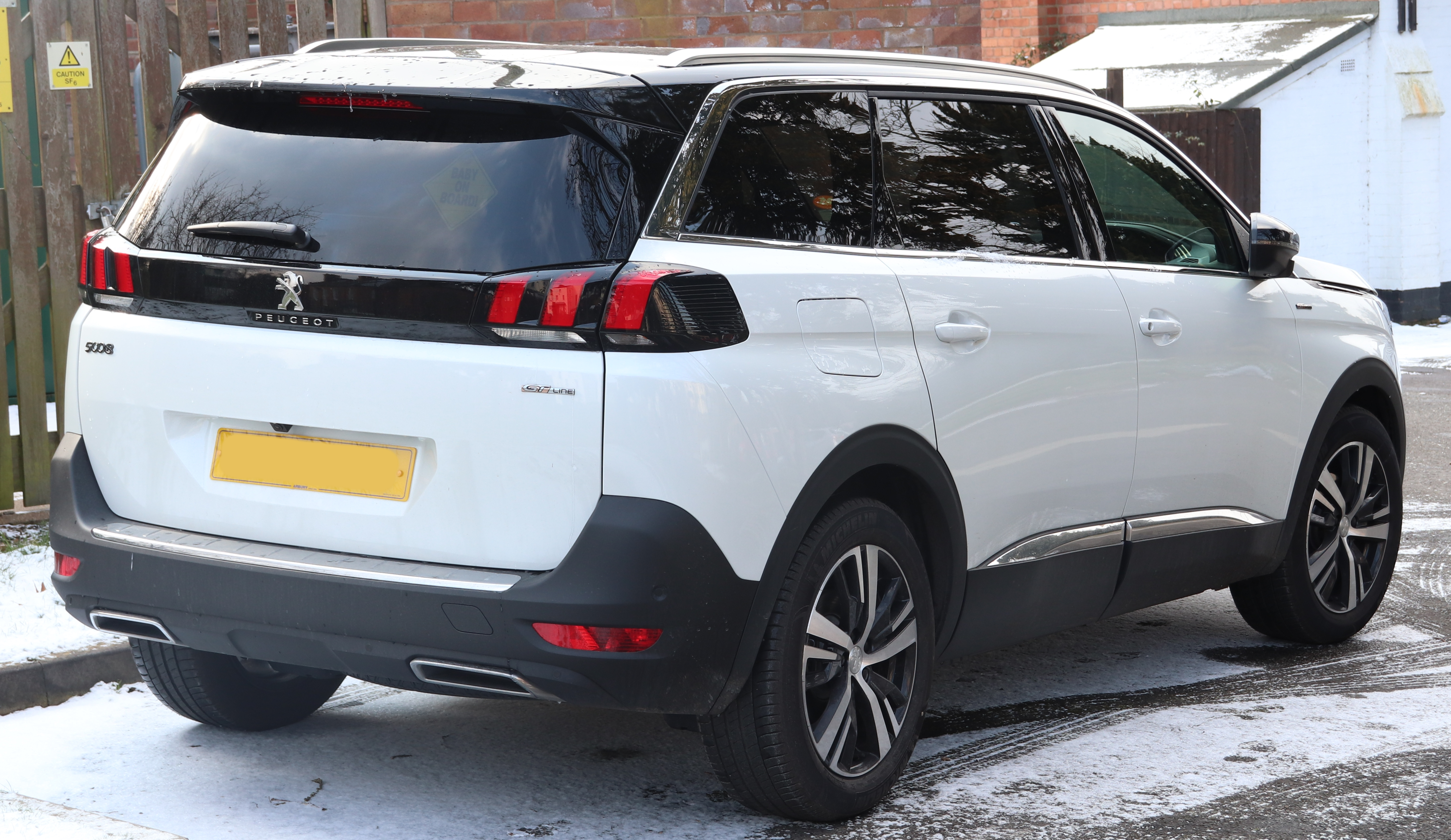
Phase 1

### Phase 2
À la suite de la diffusion sur le web d'images de la 5008 restylée, Peugeot anticipe sa programmation et présente le restylage (phase 2) de la 5008 le 1er septembre 2020.
Celle-ci se dote d'une nouvelle face avant où la calandre se prolonge sous les optiques et elle reçoit des barres de LED dans le bouclier. Un monogramme « 5008 » prend place sur le capot et aucun changement côté motorisation.

Peugeot 5008
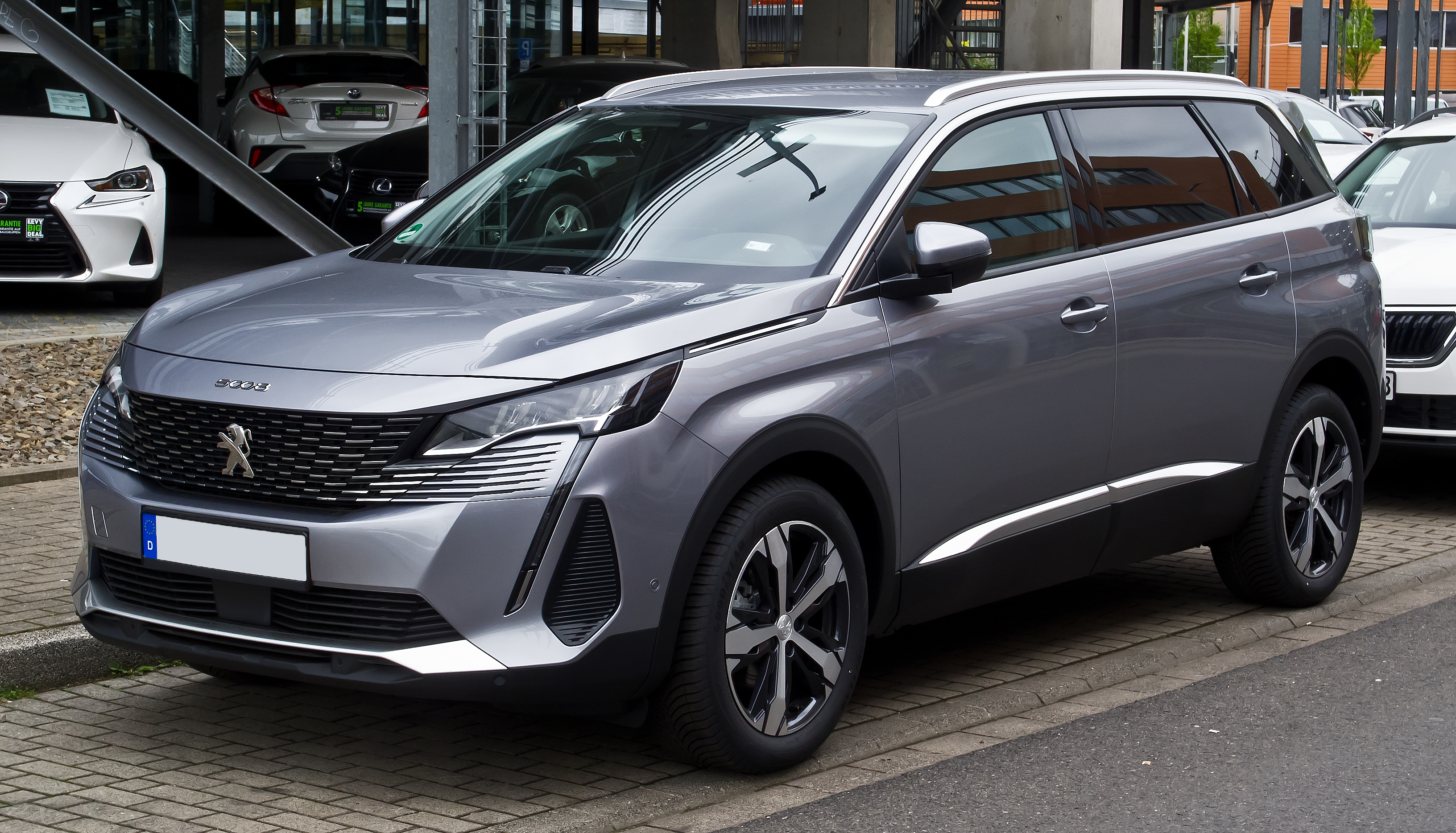
Phase 2
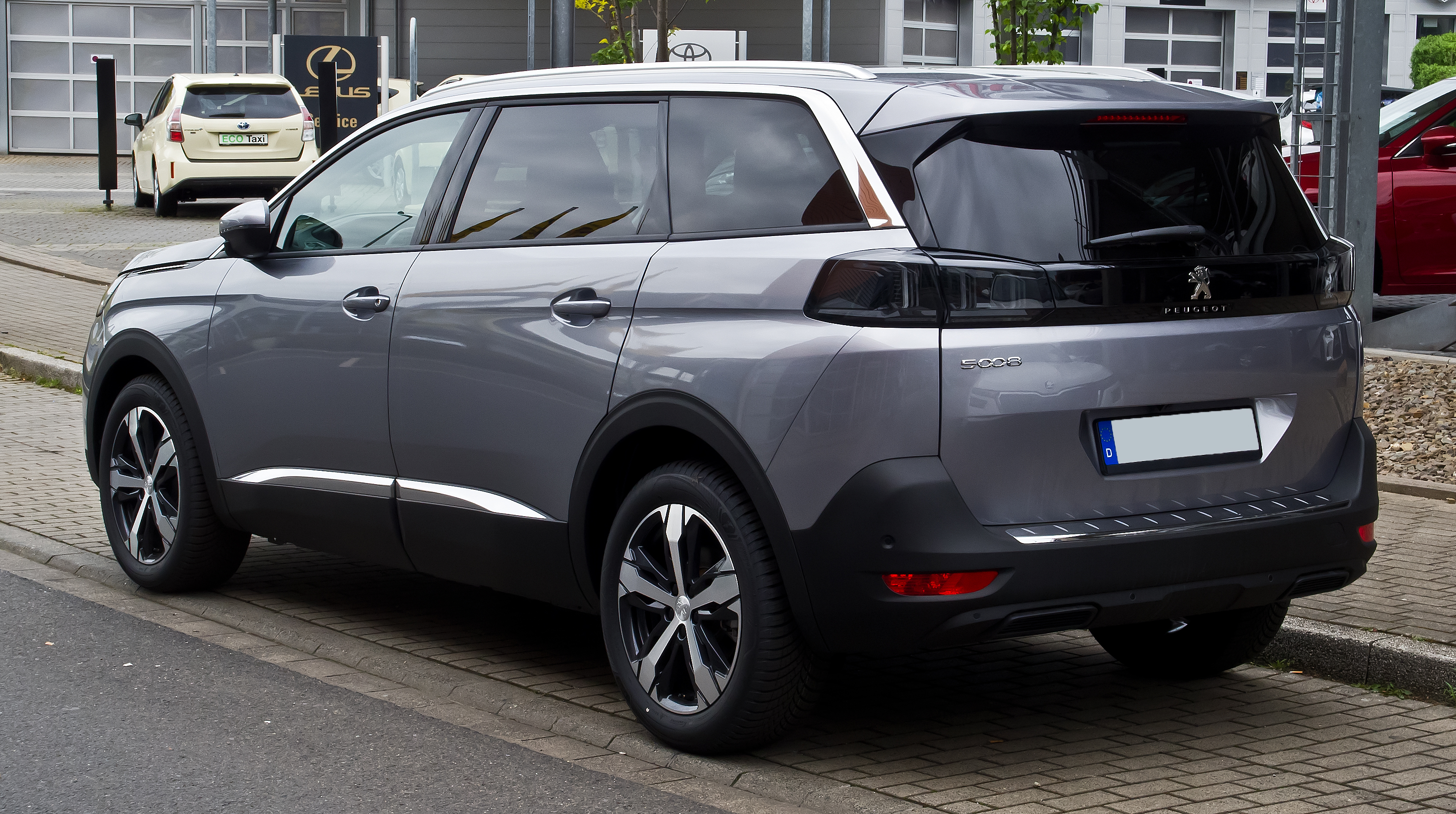
Phase 2

En 2022, à la suite de nombreuses pénuries de composants, Peugeot manque de feux arrière à monter sur les 5008. Pour y remédier, dès le mois d'août, la marque repasse aux feux arrière de la phase 1 sur les finitions Allure, Active et Active Pack.
La 5008 équipé du nouveau logo Peugeot est présentée en novembre 2022, en Chine.
La première 5008 hybride non-rechargeable, qui reçoit un moteur électrique délivrant 28 ch, est présentée le 16 février 2023 et commercialisée au second semestre de cette même année. Il s'agit d'une hybridation légère MHEV (48V),. Selon Peugeot, elle permettrait de rouler en mode électrique en mode urbain pendant plus de 50 % du temps et d'être plus sobre d'environ 1 L/100 km par rapport à un moteur essence. Les émissions de CO2 sont également légèrement réduites. Le lancement de cette nouvelle version entraîne la fin du moteur essence de 130 ch à boîte automatique[réf. nécessaire].
La production a cessé en septembre 2024.

## Caractéristiques techniques

### Design
Contrairement à la génération précédente qui était un pur monospace, la 5008 II s'affiche comme un SUV pour suivre une tendance en vigueur dans les ventes. Il s'agit en fait d'une version allongée de la 3008 présentée quelques mois auparavant. Parmi les éléments spécifiques, on remarque une calandre et un bouclier avant différents, ainsi qu'une arche chromée parcourant tout le pavillon jusqu'au bas de la lunette arrière.
De la même manière, l'intérieur reprend pour l'essentiel le i-Cockpit de sa cousine. On retrouve en particulier l'écran tactile capacitif de 8 pouces, mais également une dalle numérique tête haute à haute résolution de 12,3 pouces.
En revanche, l'empattement porté à 2,84 m permet d'augmenter sensiblement l'habitabilité par rapport à la 3008. Comme sur la précédente génération, 7 places sont disponibles, réparties en trois rangs. Au premier, le siège passager peut être mis en tablette pour charger les objets longs. Le deuxième rang est composé de 3 sièges indépendants, escamotables et réglables en longueur et en inclinaison. Enfin, le troisième inclut 2 sièges supplémentaires, eux aussi indépendants et escamotables, mais également extractibles.
Peugeot annonce en outre le plus grand coffre de la catégorie, avec 780 dm3 VDA 210 et 1 060 L en eau, et le hayon dispose d'une ouverture mains libres.

### Boîte de vitesses
La transmission automatique de la 5008 II est produite par Aisin Seiki. C'est une boite automatique traditionnelle à convertisseur hydraulique.
- La boite EAT6 aussi appelée AT6-III (AWF6F25) est associée aux moteurs essence et la AM6-III (AWF6F45) aux moteurs Diesel.
- La boite EAT8 équipant les moteurs Diesel de 130 ch et 180 ch est le modèle AWF8F45.

### Châssis
La seconde génération de 5008, comme ses cousines 3008 et 4008, est basée sur la plateforme EMP2 déjà utilisée par les Citroën C4 Picasso/Grand C4 Picasso, Peugeot 308/308 SW, Peugeot 408, et le trio Peugeot Traveller, Citroën SpaceTourer et Toyota ProAce II. Peugeot annonce un gain de 95 kg en moyenne par rapport à la plateforme précédente PF2.
La 5008 propose l’utilisation de pneumatiques à Ultra Basse Résistance au Roulement (UBRR) en 17” et en 18”, ainsi que d'une monte 19” au format slimline développé par Michelin (en 205 55 R19) qui doivent contribuer à l'adhérence globale du véhicule.

### Motorisations

#### Essence et Diesel
|                                       | 1.6 BlueHDi S&S 100                | 1.6 BlueHDi S&S 120                | 1.6 BlueHDi S&S 120                | 1.5 BlueHDi S&S 130                | 1.5 BlueHDi S&S 130                | 2.0 BlueHDi S&S 150            | 2.0 BlueHDi S&S 180            | 2.0 BlueHDi S&S 180            | 1.2 PureTech S&S 130           | 1.6 THP S&S 165                | 1.6 PureTech S&S 180           |
| ------------------------------------- | ---------------------------------- | ---------------------------------- | ---------------------------------- | ---------------------------------- | ---------------------------------- | ------------------------------ | ------------------------------ | ------------------------------ | ------------------------------ | ------------------------------ | ------------------------------ |
| Moteur                                | 4-cylindres en ligne (type DV/DLD) | 4-cylindres en ligne (type DV/DLD) | 4-cylindres en ligne (type DV/DLD) | 4-cylindres en ligne (type DV/DLD) | 4-cylindres en ligne (type DV/DLD) | 4-cylindres en ligne (type DW) | 4-cylindres en ligne (type DW) | 4-cylindres en ligne (type DW) | 3-cylindres en ligne (type EB) | 4-cylindres en ligne (type EP) | 4-cylindres en ligne (type EP) |
| Cylindrée (cm³)                       | 1 560                              | 1 560                              | 1 560                              | 1 499                              | 1 499                              | 1 997                          | 1 997                          | 1 997                          | 1 199                          | 1 598                          | 1 598                          |
| Puissance maximale (ch)               | 100                                | 120                                | 120                                | 130                                | 130                                | 150                            | 180                            | 180                            | 130                            | 165                            | 180                            |
| au régime de                          | 3 750                              | 3 500                              | 3 500                              | 3 750                              | 3 750                              | 3 750                          | 3 750                          | 3 750                          | 5 500                          | 6 000                          | 5 500                          |
| Couple maximal (N m)                  | 254                                | 300                                | 300                                | 300                                | 300                                | 370                            | 400                            | 400                            | 230                            | 240                            | 250                            |
| au régime de                          | 1 750                              | 1 750                              | 1 750                              | 1 750                              | 1 750                              | 2 000                          | 2 000                          | 2 000                          | 1 750                          | 1 750                          | 1 650                          |
| Boîte de vitesses                     | BVM5                               | BVM6                               | EAT6                               | BVM6                               | EAT8                               | EAT6                           | EAT6                           | EAT8                           | BVM6                           | EAT6                           | EAT8                           |
| Vitesse maximale (en km/h)            | 174                                | 188 à 189                          | 184                                | 191                                | 190                                | 206                            | 208                            | 208                            | 188                            | 206                            | 220                            |
| 0-100 km/h (en s)                     | 13.6 à 15.6                        | 11.4 à 13.1                        | 11.9 à 13.6                        | 11.1                               | 11,8                               | 9.6 à 10.8                     | 9.1 à 10.2                     | 9.2                            | 10.7 à 12.4                    | 9.2 à 10.5                     | 8.3                            |
| Consommation (en L/100 km) mixte NEDC | 4.1 à 4.3                          | 4 à 4.4                            | 4.3 à 4.6                          | 4.6 à 4.7                          | 3,8 à 4,3                          | 4.6 à 4.8                      | 4.4 à 5.5                      | 4.8                            | 5 à 5.4                        | 5.8 à 6.1                      | 5.6                            |
| Émissions de CO2 (en g/km) NEDC       | 106 à 113                          | 115 à 105                          | 105                                | 107 à 109                          | 101                                | 118 à 125                      | 129                            | 124                            | 115 à 124                      | 133 à 140                      | 128 à 129                      |
| Norme environnementale                | Euro 6                             | Euro 6                             | Euro 6                             | Euro 6d-TEMP                       | Euro 6d-TEMP                       | Euro 6                         | Euro 6                         | Euro 6d-TEMP                   | Euro 6d-TEMP                   | Euro 6c                        | Euro 6d-TEMP                   |

#### Hybride non-rechargeable
Le 5008 reçoit une motorisation hybride non-rechargeable, équipée du moteur essence PureTech de 130 ch, au début de l'année 2023. Cette version remplace indirectement la version à boîte automatique équipée de cette motorisation 100 % thermique.[réf. nécessaire]

### Sécurité
Crash test Euro NCAP
La 5008 II a obtenu 5 étoiles au crash test de l'EuroNCAP. Dans le détail, elle reçoit une note de 86 % pour la protection des adultes, 85 % pour la protection des enfants, 67 % pour la protection des piétons et 58 % pour ses aides à la sécurité.
Aides à la conduite
Tout comme pour les 3008 II et 4008 II, Peugeot a adapté de nombreuses aides à la conduite : aide au freinage d'urgence (Active Safety Break), régulateur de vitesse adaptatif avec fonction stop (cette fonction stop n'est présente que sur les boîtes automatiques EAT6 et EAT8), alerte active de franchissement de ligne, alerte d'attention du conducteur (détecte une baisse d'attention du conducteur), reconnaissance des panneaux, système de surveillance d'angles morts, commutation automatique des feux de route, Advanced Grip Control (système permettant d'optimiser la motricité dans les conditions difficiles), Hill Assist Descent Control (système de contrôle de vitesse en descente régulant la vitesse dans une pente forte).

## Finitions et équipements
Phase 1
Le 5008 est proposé en cinq niveaux de finition : Access, Active, Allure, GT Line et GT.
Parmi les équipements de confort disponibles, on note un système de massage pneumatique 8 poches dans les sièges avant, un système Hi-Fi Premium Focal JMlab, un toit ouvrant panoramique. Le système de navigation est assuré par le système Connect Nav (NAC) développé par Continental Automotive équipant aussi la 2008, 3008 II proposant une navigation 3D TomTom Trafic pouvant être mise à jour 4 fois par an, l'info trafic, le positionnement des stations-services et des parkings, la météo, les zones de danger ainsi que la fonction « Mirror Screen »,Android Auto et Apple CarPlay .
Au niveau sécurité, on retrouve une nouvelle génération de Grip Control incluant le Hill Assist Descent Control (HADC), le freinage automatique d'urgence, des alertes en cas de risque de collision, de franchissement involontaire de ligne, ou de perte d’attention conducteur, la commutation automatique des feux de route, la reconnaissance des panneaux de vitesse, le régulateur de vitesse adaptatif (avec fonction Stop automatique en boîte automatique), la surveillance d’angle mort, le Park Assist et la vision à 360° dite « Visio Park ».
Enfin, le 5008 propose l'adjonction d'une trottinette électrique pliante, l'« e-Kick », ou d'un vélo électrique lui aussi pliant, l'« e-Bike eF01 », chacun avec sa station de recharge amovible.
Phase 2
Sur la phase 2, le 5008 est proposé en six niveaux de finition :  Active, Active Pack, Allure, Allure Pack, GT et GT Pack.

### Séries Spéciales
- 5008 Crossway : Peugeot lance une série spéciale de la 5008 en octobre 2017[15] qui est basée sur la finition Allure et s'intercale entre les finitions Allure et GT Line.
  - Sellerie tissu et Alcantara Crossway ;
  - Surtapis avant et arrière Crossway ;
  - Seuils de portes badgés Crossway ;
  - Pédalier en aluminium ;
  - Système Advanced Grip Control avec pneus M + S ;
  - Jantes de 18 pouces « Los Angeles » bi-ton diamantées ;
  - Coques de rétroviseurs chromées ;
  - Badge « Crossway » sur les montants ;
  - Toit de couleur noir « Black Diamond ».
- Roadtrip : commercialisée à partir de janvier 2021[16].

## Utilisation par l'État

### Forces de l'ordre
En 2020, le Ministère de l'Intérieur commande 1 263 Peugeot 5008, de la phase 1 et 2, pour servir la gendarmerie et la police nationale. Les 600 exemplaires livrés à la police sont les premiers véhicules à aborder la nouvelle sérigraphie grise. Les véhicules commencent à être livrés au début de 2021, et disposent d'une motorisation de 130 ch. 

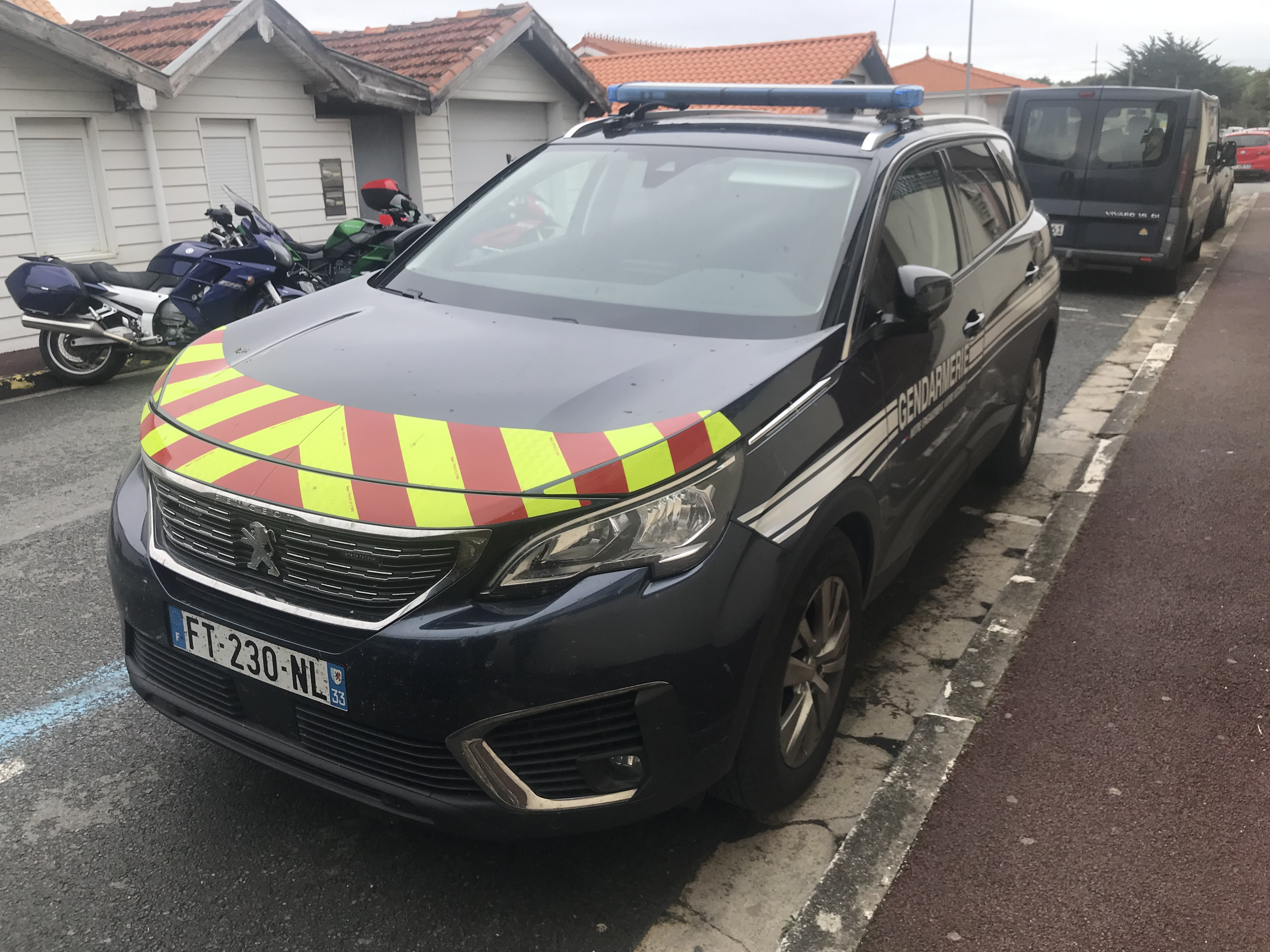
Peugeot 5008 II phase 1 de la gendarmerie
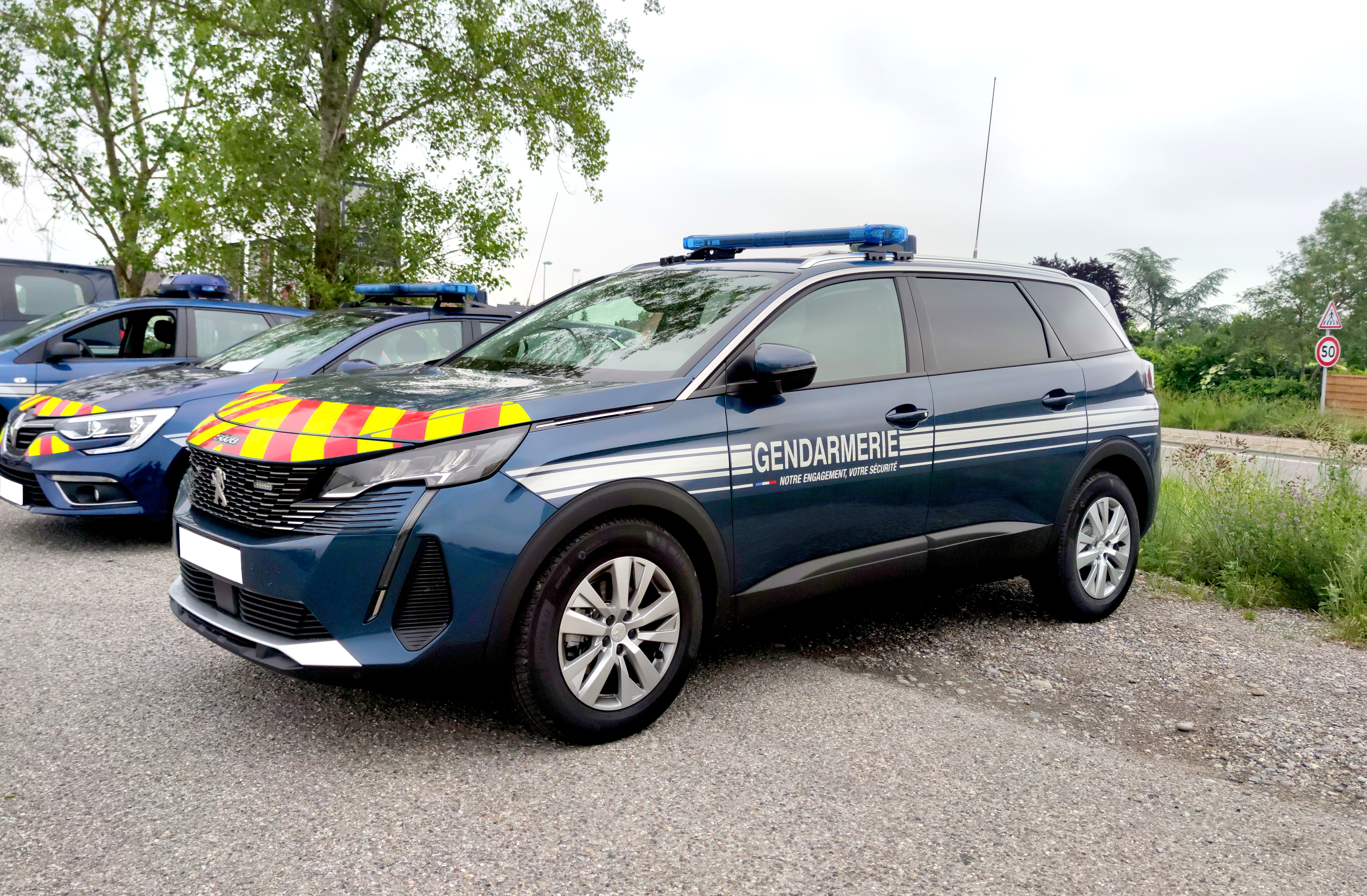
Peugeot 5008 II phase 2 de la gendarmerie
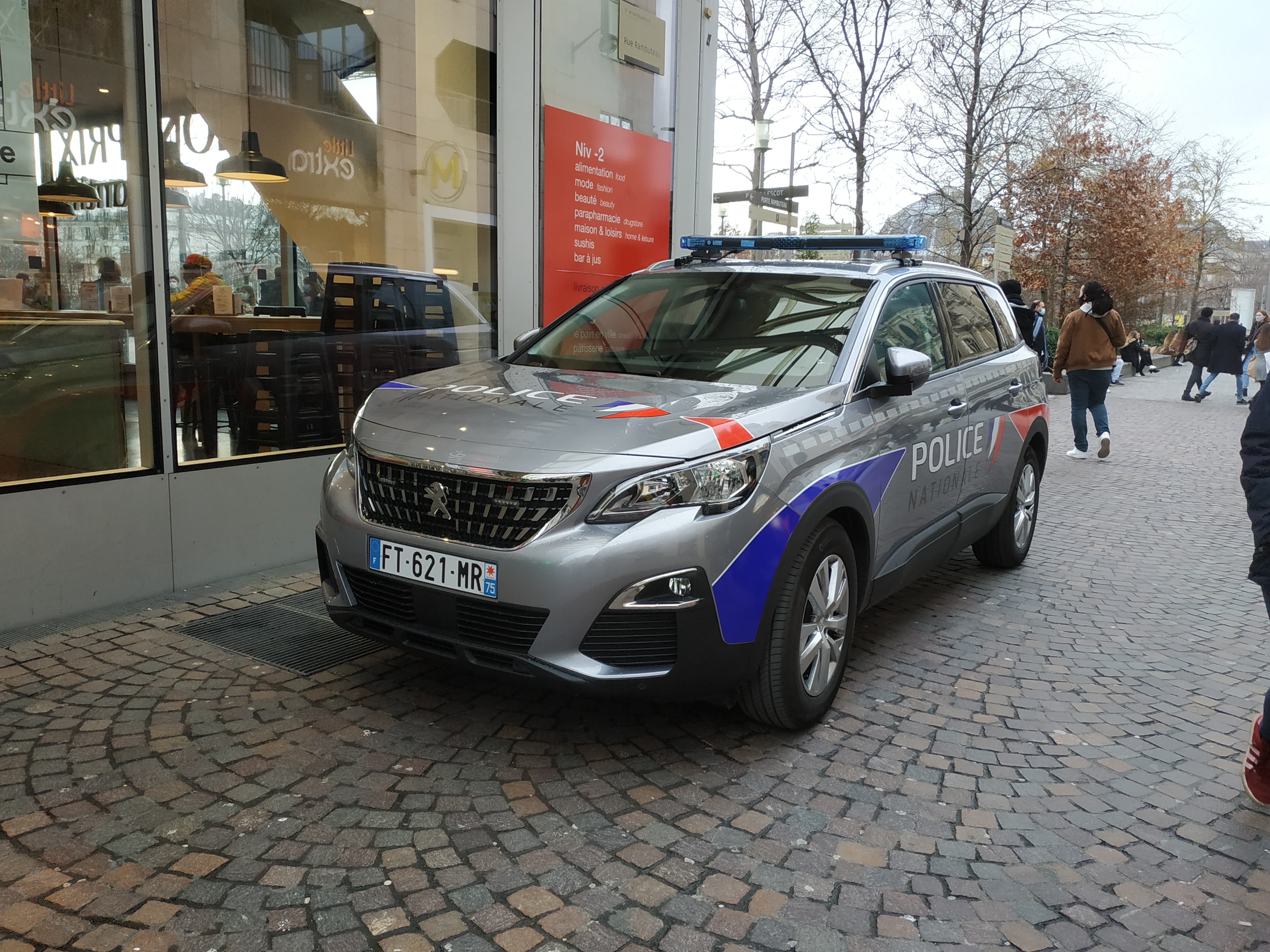
Peugeot 5008 II phase 1 de la police nationale, avec la nouvelle sérigraphie
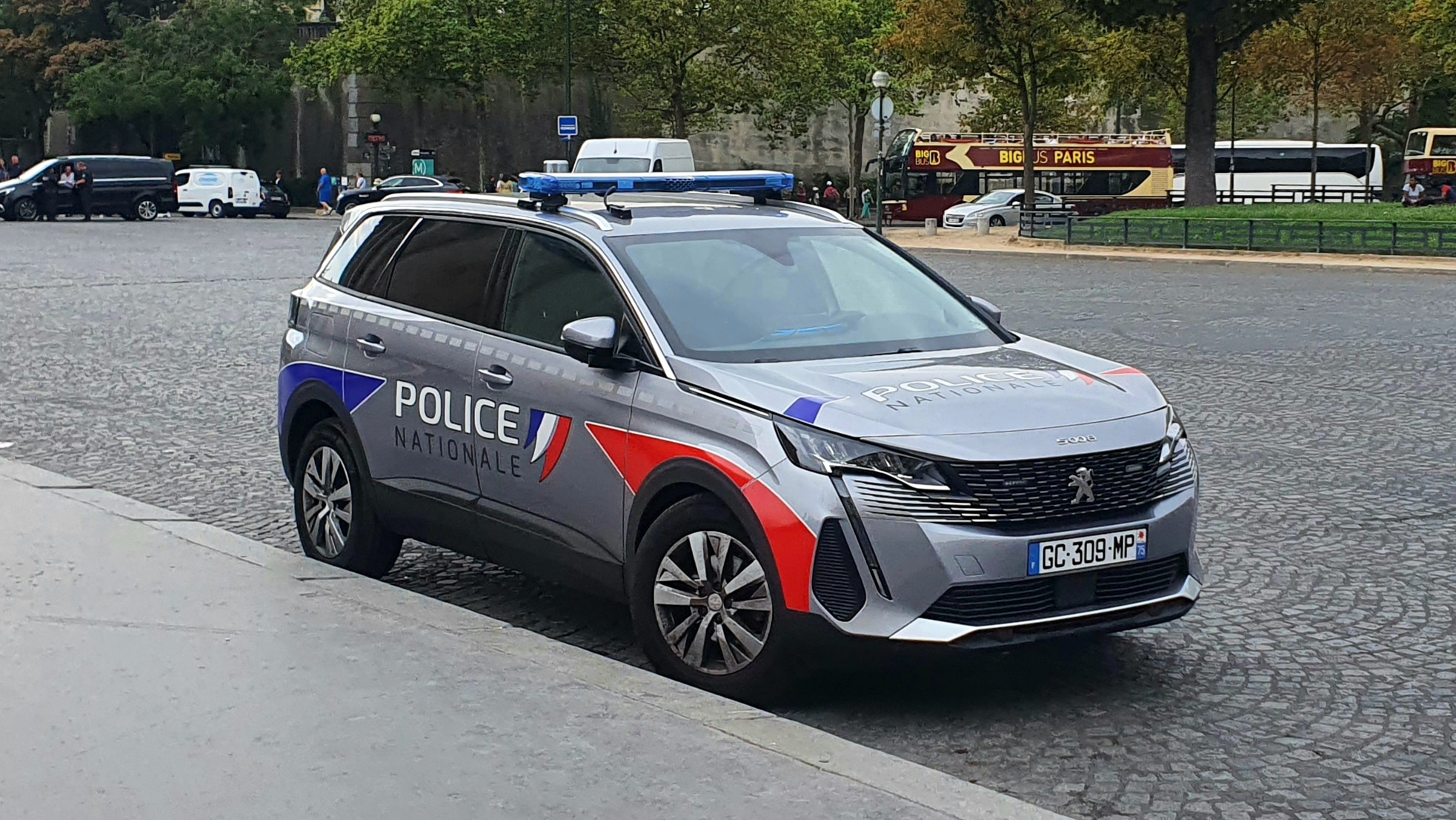
Peugeot 5008 II phase 2 de la police

### Voiture présidentielle
Une Peugeot 5008 II phase 1 blindée et immatriculée EK-622-JN est utilisée par le président de la République française. Elle est utilisée pour la première fois le 14 juillet 2017 par Emmanuel Macron. 
En 2023, le véhicule est restylé par Peugeot, pour ressembler à une phase 2. 

## Production et ventes
| Années    | Production | Production  | Ventes  | Ventes |
| Années    | France     | Hors France | Europe  | Chine  |
| --------- | ---------- | ----------- | ------- | ------ |
| 2009      | 21.923     |             | 6.520   |        |
| 2010      | 69.345     |             | 70.156  |        |
| 2011      | 74.469     |             | 68.643  |        |
| 2012      | 49.269     |             | 52.228  |        |
| 2013      | 44.301     |             | 41.888  |        |
| 2014      | 34.203     |             | 34.588  |        |
| 2015      | 33.500     |             | 31.444  |        |
| 2016      | 28.196     |             | 28.034  |        |
| 2017      | 65.693     | 23.857      | 46.689  | 22.634 |
| 2018      | 88.352     | 20.500      | 78.832  | 20.588 |
| 2019      | 92.078     | 8.904       | 76.104  | 9.372  |
| 2020      | 55.164     | 4.417       | 54.468  | 3.725  |
| 2021      | 55.050     | 7.948       | 53.119  | 6.937  |
| 2022      |            |             | 36.868  | 4.763  |
| 2023      |            |             |         |        |
| 2024      |            |             |         |        |
| Total (*) | 711.543    | 65.626      | 679.581 | 68.019 |

(*) Totaux partiels.

La production en Chine est assurée par la J-V Dongfeng Motors-Peugeot, opérationnelle jusqu'en 2037. Pour tenter de relancer les ventes en Chine, une version phase 3 du 5008 II a été présentée au Salon de Guangzhou le 20 novembre 2020. Il n'est pas certain que cette version dure jusqu'en 2024.

Sources : production : CCFA Analyses & statistiques
ventes : Carsalesbase.com Peugeot 5008 
Le Peugeot 5008 II a été fabriqué dans les mêmes usines que le 3008 : Rennes (France), Sochaux (France), Chengdu (Chine) et assemblé en Malaisie (Naza Automotive Manufacturing) et Vietnam (THACO).
Sa production a cessé progressivement. Le dernier exemplaire du modèle a quitté les chaînes de montage françaises fin septembre 2024. Le nouveau 5008 (P74) sera exclusivement produit à Sochaux et il partagera ses motorisations avec le 3008 III.